# Сабуров, Пётр Александрович
Пётр Александрович Сабуров (22 марта (3 апреля) 1835 — 28 марта 1918) — русский дипломат, собиратель античного искусства. Действительный тайный советник (1901). В 1860-х годах — советник посольства в Лондоне, с 1870 г. — посол в Афинах, в 1879—1884 годах — посол в Берлине, где сыграл большую роль в возобновлении Союза трёх императоров. Старший брат статс-секретаря А. А. Сабурова.

## Биография
Родился 22 марта (3 апреля) 1835 года. Происходил из древнего рода Сабуровых. Отец — Александр Иванович Сабуров (1799—1880) — отставной ротмистр, надворный советник; мать — Александра Петровна, урождённая Векентьева, умерла в 1841 году. Имел четырёх братьев и трёх сестёр.
После окончания в 1854 году с большой золотой медалью Александровского лицея был определён 25 декабря 1854 года на службу в Канцелярию Кавказского и Сибирского комитетов с чином титулярного советника.
С 1856 года служил в Министерстве иностранных дел (с 26 августа — коллежский асессор, 26 октября назначен вторым секретарём канцелярии Министерства иностранных дел, с 11 декабря — младший секретарь посольства в Мюнхене). Пожалован в звание камер-юнкера 2 июля 1857 года.
Приказом по МИД с 1 января 1859 года назначен младшим секретарём посольства в Лондоне; надворный советник — с 26 августа 1860 года; с 21 декабря 1861 года — старший секретарь посольства; 5 января 1863 года был произведён в коллежские советники и 25 октября назначен советником посольства; с 21 августа по 7 сентября 1864 года управлял делами посольства; 5 января 1866 года получил чин статского советника за отличия.
13 декабря 1869 года назначен постоянным поверенным в делах миссии в Карлсруэ; 1 января 1870 года пожалован в камергеры; 16 мая 1870 года получил чин действительного статского советника.
29 мая 1870 года назначен чрезвычайным посланником и полномочным министром в Греции, 29 июля вступил в должность.
Во время работы в Греции Сабуров собрал большую коллекцию древнегреческой скульптуры, керамики, фресок и мозаик. Часть коллекции продал в Античное собрание в Берлине. Танагрские терракоты частично продал, а частично завещал Эрмитажу.
16 апреля 1878 года получил чин тайного советника.
С 22 декабря 1879 по 8 февраля 1884 года — чрезвычайный и полномочный посол в Германии и чрезвычайный посланник и полномочный министр в Мекленбург-Шверине и Мекленбург-Стрелице.
С 8 февраля 1884 года назначен присутствовать в Сенате с оставлением в Министерстве иностранных дел; 26 декабря 1884 года назначен в 1-е Общее собрание Сената, 18 декабря 1885 года — в Третий департамент, 31 декабря 1886 года — в Межевой департамент.
В мае 1887 года попал под подозрение в ходе расследования дела о разглашении государственной тайны: в апреле того же года в газете «Московскія Вѣдомости» были опубликованы сведения о заключённом Россией 6 (18) 1881 года секретном австро-русско-германском договоре, известном как «Союз трёх императоров» — в итоге, обвинения против него были сняты.
1 июля 1899 года вновь назначен в 1-е Общее собрание сената, с 5 ноября 1899 года — член Комитета финансов.
С 1900 года назначен членом Государственного совета (с оставлением в звании сенатора), где занимался вопросами экономики и финансов. В 1900—1905 годах заседал в Департаменте государственной экономии.
1 января 1901 года получил чин действительного тайного советника.
22 января 1902 года назначен членом Особого совещания о нуждах сельскохозяйственной промышленности (высочайшая благодарность — 7 апреля 1905 года).
С 18 мая 1905 по 24 мая 1907 года — член совета Александровского лицея.
16 июня 1917 года назначен членом Особого присутствия при Сенате по отчуждению недвижимого имущества для государственной или общественной пользы.
Уволен от службы с 25 октября 1917 года. Умер в Петрограде 28 марта (10 апреля) 1918 года. Похоронен на Волковском кладбище.

## Награды

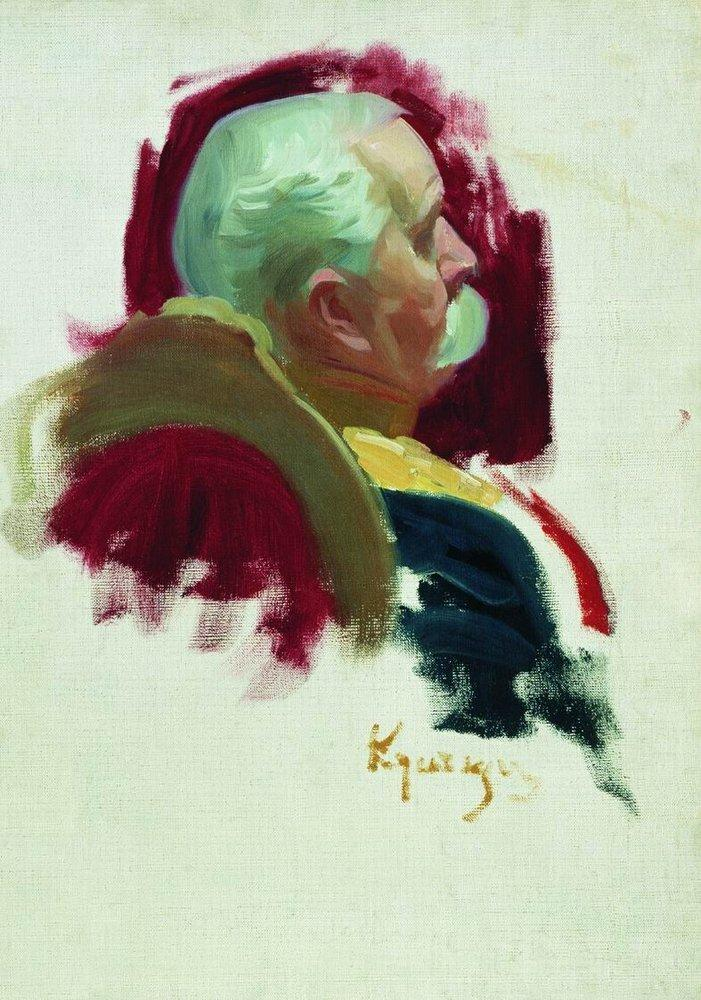
Пётр Александровичч Сабуров на этюде Кустодиева

- 1856 год — тёмно-бронзовая медаль «В память войны 1853—1856 годов»;
- 17 апреля 1860 года — орден Святой Анны 3-й степени;
- 19 апреля 1864 года — орден Святой Анны 2-й степени с императорской короной;
- 18 мая 1868 года — орден Святого Владимира 3-й степени;
- 16 апреля 1872 года — орден Святого Станислава 1-й степени;
- 31 марта 1874 года — орден Святой Анны 1-й степени;
- 26 апреля 1879 года — знак Российского Общества Красного Креста;
- 20 декабря 1880 года — орден Святого Владимира 2-й степени;
- 15 мая 1883 года — орден Белого орла;
- 1 января 1891 года — орден Святого Александра Невского;
- 26 февраля 1896 года — серебряная медаль «В память царствования Александра III»;
- 25 декабря 1904 года — бриллиантовые знаки ордена Святого Александра Невского по случаю 50-летия государственной службы;
- 22 августа 1905 года — Знак отличия беспорочной службы за XL лет;
- 1 января 1912 года — орден Святого Владимира 1-й степени;
- 21 февраля 1913 года — светло-бронзовая медаль «В память 300-летия царствования дома Романовых»;
- 22 марта 1913 года — нагрудный знак «Наследственный знак для лиц, приносивших Их Императорским Величествам личные верноподанические поздравления по случаю 300-летия царствования Дома Романовых»;
- 25 декабря 1914 года — высочайшая благодарность за труды по Комитету финансов.

Иностранные:
- 11 июля 1857 года удостоен Ордена Святого Михаила (Бавария) 3-й степени
- 28 января 1864 года разрешено носить Датский орден Данеброга командорского креста
- 21 июля 1864 года удостоен Командорским Крестом греческого ордена Спасителя.
- 17 июня 1870 года разрешено носить Орден Церингенского льва 1-й степени со звездой
- 24 декабря 1873 года разрешено носить Орден Спасителя 1-й степени.
- 11 марта 1884 года — прусский орден Красного орла большого креста

## Общественная деятельность
- Член ИРГО (с 1887).
- Товарищ председателя Общества востоковедения (1905—1911).
- Почётный председатель Санкт-Петербургского шахматного собрания (с 1904) и Всероссийского шахматного союза (с 1914), организатор шахматных турниров.

## Семья
Был женат (с 11 февраля 1870 года в Дрездене) на саксонской графине Леонтине Альбертовне (Луиза Терезия Леонтина) Фицтум фон Экштедт (Vitzthum von Eckstädt, 1849—1916), дочери графа Альберта Фицтум фон Экштедта. По непонятным для окружающих обстоятельствам Сабуров формально развёлся с женой, но после в интересах своей карьеры снова сошёлся. Причём Синод нашёл, что для этого вторичного брака более нет надобности в церковной церемонии. Их дети:
- Александр (1870—1919, расстрелян) — петроградский гражданский губернатор (1916—1917), действительный статский советник (1912)
- Пётр (1880—1932) — лицеист, композитор, председатель Всероссийского шахматного союза, в эмиграции в Швейцарии.

### Сочинения
- Материалы по истории русских финансов 1866—1897. — Санкт-Петербург: тип. Гл. упр. уделов, 1899. — 209 с.
- О торговых договорах. — Санкт-Петербург, 1913? — 61 с.
- Записка П. А. Сабурова [о русской политике в 1870—1880 годах]. Россия. Франция. Новая Германия. — Москва, 1912. — 13 с.
- Торговые пути древних греков: Исслед. по источникам воспитанника Александр. лицея / [Соч.] Петра Сабурова. — Санкт-Петербург: тип. Г. Трусова, 1855. — 112 с.
- О результатах торгового договора с Германией. [СПб., 1900];
- Записка от 3 (16) марта 1905 г. «По вопросу об изменении трактатных постановлений, касающихся Проливов» — АВПРИ. Ф. 138. Оп. 467. Д. 455/473/474. Л. 27—29 об.
- Германская таможенная статистика. [СПб., 1913?];
- [Письма К. П. Победоносцеву. 1887] // Победоносцев 1923. Т. 1, полутом 2; [Письмо Александру III. 18 мая 1887] // Победоносцев 1925/26. Т. 2; Дневник П. А. Сабурова. 1917 // РосА.
- Sabourof P. Russie, France, Allemagne (1870—1875) // La Revue de Paris. 1912. Mars.
- The Saburov Memoirs or Bismarck & Russia [Текст]: Being fresh light on the League of the three emperors 1881 / By J. Y. Simpson. — Cambridge: The University press, 1929. — IX, 304 с.

### Энциклопедические и биографические справки
- Петров П. Н. История родов русского дворянства. Т. 1, 2. СПб., 1885—1886 (переиздание в 2-х томах в Москве в 1991 г.).
- Российская родословная книга. Часть первая. — СПб.: Тип. Карла Вингебера, 1854. — 351 с. — С. 20
- Л. М. Савелов. Библиографіческій указатель по исторіи, геральдикѣ и родословію россійскаго дворянства. — Издание второе. — Острогожскъ: Типо-Литографія М. Ѳ. Назаровой, 1897. — 274 с.
- Федорченко В. И. Императорский Дом. Выдающиеся сановники: Энциклопедия биографий7 В 2 Т. — Красноярск: БОНУС; М.: ОЛМА-ПРЕСС, 2005. — 640 с.
- Ювеналий (Воейков, Иван Григорьевич). Краткое историческое родословие благородных и знаменитых дворян Сабуровых […]. Москва: Унив. тип., 1797. — 28 с.

### Официальные документы
- Куликов В. И. Особые совещания по внешней политике: Записка П. А. Сабурова и замечания на неё В. Н. Ламздорфа. 1905 г. // Исторический архив. 2001. № 1.

### Воспоминания, дневники, письма
- Георгій Ивановичъ Бобриковъ. Вновь на Шпрее // Русская Старина. Т. 155. — С.-Петербургъ: Тип. т-ва п. ф. «Электро-тип. Н. Я. Стойковой», сентябрь, 1913. — 395 с. — С. 388—395.
- Дневник П. А. Сабурова, 1917 // Российский Архив: История Отечества в свидетельствах и документах XVIII—XX вв.: Альманах. — М.: Студия ТРИТЭ: Рос. Архив, 1999. — С. 525—528.
- Сабуров П. Моя миссия в Берлине (1879—1884). На франц. языке. АВПРИ. Ф. 340, личный архив Сабурова, оп. 811, дд.1—3.
- Игнатьев Н. П. Путешествие графа Н. П. Игнатьева из Константинополя в Петербург после Константинопольской конференции.— Pусская Старина, т. 161, 1915. — № 1, с. 30—46.
- Милютин. Дневник. Т. 3; Половцов. Т'. I, 2.

### Другая литература
- Обзор деятельности Общества [востоковедения] с 1900 по 1907 год. СПб., 1907;
- Татищев С. С. Из прошлого русской дипломатии: Исторические исследования и полемические статьи. СПБ, 1890
- Гарте Е. В. Кн. Бисмарк и цареубийство 1-го марта 1881 года: По неизд. док. // Былое. 1919. № 4; Ротштейн 1960; Ананьич 1999; Бородин 1999;
- Сказкин С. Д. Конец австро-русско-германского союза. 1-е изд. М., 1928; 2-е изд. М., 1974.
- Ходза Е. Н. Античные терракоты из собрания П. А. Сабурова. — СПб.: Изд-во Гос. Эрмитажа, 2018. — 368 с.: ил.

### Труды
- Материалы по истории русских финансов 1866—1897. — Санкт-Петербург: тип. Гл. упр. уделов, 1899. — 209 с.
- О торговых договорах. — Санкт-Петербург, 1913? — 61 с.
- Записка П. А. Сабурова [о русской политике в 1870—1880 годах]. Россия. Франция. Новая Германия.
- The Saburov Memoirs or Bismarck & Russia [Текст]: Being fresh light on the League of the three emperors 1881 / By J. Y. Simpson. — Cambridge: The University press, 1929. — IX, 304 с